# Серафимовка (Акмолинская область)
Серафимовка (каз. Серафимовка) — село в Зерендинском районе Акмолинской области Казахстана. Входит в состав Сельского округа Малика Габдуллина. Код КАТО — 115655800.

## География
Село расположено на центре района, в 10 км на северо-восток от центра района села Зеренда, в 15 км на северо-запад от центра сельского округа села Малика Габдуллина.

### Улицы[2]
- ул. Бирлик,
- ул. Жастар,
- ул. Орталык.

### Ближайшие населённые пункты
- село Койсалган в 9 км на востоке,
- село Зеренда в 10 км на юго-западе,
- село Енбекбирлик в 11 км на северо-востоке,
- село Коктерек в 12 км на юге,
- село Ортаагаш в 12 км на юго-востоке,
- село Айдарлы в 13 км на северо-западе.

## Население
В 1989 году население села составляло 380 человек (из них русских 58%).
В 1999 году население села составляло 291 человек (139 мужчин и 152 женщины). По данным переписи 2009 года, в селе проживало 235 человек (119 мужчин и 116 женщин).
| Численность населения | Численность населения | Численность населения |
| 1989                  | 1999                  | 2009                  |
| --------------------- | --------------------- | --------------------- |
| 380                   | ↘291                  | ↘235                  |